# Bonnie's Bookstore
Bonnie's Bookstore — це словотвірна відеогра-головоломка, розроблена New Crayon Games і видана PopCap Games. На кожному рівні плитки, що містять одну (або в деяких випадках дві) літери, розташовані в певній структурі. Як і в схожій назві Bookworm, гравці використовують суміжні літери, щоб скласти правильні слова, а очки нараховуються залежно від довжини слова. У більшості випадків, коли буква використовується, вона видаляється з дошки, при цьому існуючі літери переміщуються вниз, а нові літери заповнюються зверху.

## Сюжет
У Bonnie's Bookstore головна героїня керує книгарнею, яку вона успадкувала від свого померлого діда. Одного разу, прибираючи горище, вона виявляє серію картин, очевидно, створених ним. Здається, на картинах зображені сцени з популярних дитячих історій. У спалаху натхнення Бонні вирішує стати автором, пишучи оновлені версії цих класичних історій, використовуючи картини свого дідуся як ілюстрації.
Кожен із 50 етапів у грі представляє розділ у книзі. Прочитавши певну кількість розділів, Бонні закінчує книгу, над якою працює, отримує вітальний лист від свого видавця та переходить до наступної. Бонні пише різноманітні казки, особливо казки. Зазвичай кожна книга складається з трьох розділів.
Для того, щоб завершити заданий рівень або етап, Бонні має використати букву з кожного фізичного розташування дошки. Створення слова за допомогою плитки, яка раніше не використовувалася, призводить до зміни кольору плитки в цій позиції. Бонні має лише обмежену кількість ходів або ходів (кожне слово займає один хід), щоб використати кожну позицію плитки на дошці. Створення слова з 6 або більше літер додає додатковий хід для кожної літери після 5 літер. На вищих рівнях складності нараховується більше очок, але дозволена кількість ходів зменшується.

## Рецепція
Веб-сайт Gamezebo зазначив, що, попри схожість з існуючими назвами (включаючи власний Bookworm від PopCap), Bonnie's Bookstore відкупив себе завдяки веселому та складному ігровому процесу. У результаті він отримав оцінку 3,5 з 5. Рецензент GameDaily порівняв назву з Scrabble, але виявив, що ігровий процес є водночас корисним і захоплюючим, отримавши «Ідеально 10».